# Novi Sip
Novi Sip (cyr. Нови Сип) – wieś w Serbii, w okręgu borskim, w gminie Kladovo. W 2011 roku liczyła 767 mieszkańców.